# Claudio Bernardo
Claudio Bernardo, né en 1964 à Fortaleza au Brésil, est un danseur et chorégraphe belge d'origine brésilienne.

## Biographie
Après des études de danse dans sa ville natale, Claudio Bernardo danse avec le Ballet Stagium de São Paulo et rencontre Victor Navarro. Quittant le Brésil, Bernardo arrive à Bruxelles en 1986, où il suit les cours de Maurice Béjart à l'école Mudra. Il y signe ses premières chorégraphies et suit Béjart à Lausanne, au Béjart Ballet Lausanne, puis revient à Bruxelles et travaille avec Frédéric Flamand à la Raffinerie du Plan K.
Entre 1986 et 1991, Claudio Bernardo reçoit pour sa seconde création Caïn le prix du jury Philip-Morris au Concours de Lausanne – Chorégraphes Nouveaux, le prix de la SACD pour sa pièce Usdum et le prix du Festival expérimental du Caire pour Raptus. Dès 1990, il crée, pour l'Atelier Sainte-Anne, une trilogie inspirée des chercheurs d'or brésiliens, puis une seconde autour de la figure féminine dans l'art.
En 1995, il crée sa propre compagnie, dénommée As Palavras (Les Mots en portugais). En 1997, As Palavras bénéficie d’une subvention pluriannuelle de la Fédération Wallonie-Bruxelles. Dès 1999, elle est en résidence à Mons, à « La Machine à Eau ». La même année, Claudio Bernardo y crée le festival « Le Mouvement-Mons », né du succès de l’organisation du grand colloque « Le Plat Pays – Plancher pour un mouvement »  autour du mouvement de la danse en Belgique. En 2009, il remporte le Prix de la Critique belge pour le meilleur spectacle de danse avec son spectacle L’Assaut des cieux. 
En 2011, il est l’un des artistes-phare du Festival Europalia et crée à cette occasion Essa Tempestade, pour les 26 danseurs du Balé Teatro Castro Alves à Salvador de Bahía puis présenté en tournée au Brésil. En 2012, alors que Usdum est nommé lors de sa reprise « Meilleur spectacle de la Bienal Internacional de Dança do Ceará/Brésil », As Palavras quitte Mons pour s’installer en résidence artistique à Bruxelles, au Théâtre Varia / Centre dramatique de la Fédération Wallonie-Bruxelles.
En 2015, As Palavras fête son vingtième anniversaire, comptant plus de soixante œuvres à son répertoire dont plus de quarante créations chorégraphiques, des collaborations avec d’autres compagnies de danse, le théâtre, le cinéma, des expositions, des performances. Elle publie l'ouvrage hors-série  Écrire le geste, aux éditions Alternatives théâtrales (Bruxelles, 2015), dédié au travail du chorégraphe. La compagnie a définitivement affirmé son importance au sein du paysage chorégraphique en Belgique francophone et à l’étranger.

## Chorégraphies
- 1986 : Vita nostra, à Mudra
- 1988 : Caïn, à Lausanne
- 1990 : Equus, aux Brigittines
- 1990 : Histoire de sel, aux Brigittines
- 1991 : Serra, à l'Atelier Sainte-Anne
- 1991 : La Cène, aux Brigittines
- 1991 : Sodoma, aux Brigittines
- 1991 : Usdum, à l'Atelier Sainte-Anne
- 1992 : Dilatatio, aux Rencontres internationales de théâtre contemporain, à Liège
- 1992 : Raptus, au festival Bellone-Brigittines
- 1992 : A tarde, Theatro José de Alencar, Fortaleza, Brésil
- 1993 : Vas, à la Biennale internationale de  Charleroi/Danses, à Charleroi
- 1994 : Equus, pour la compagnie Archipel Sud, à Namur
- 1994 : Iracema, pour la compagnie Pano de Boca, à Fortaleza, Brésil
- 1994 : Ilagik, à Mons, pour la Compagnie Charleroi/Danses
- 1994 : Les Villes invisibles, à l'Atelier Sainte-Anne
- 1994 : La Voix humaine, d'après Jean Cocteau, à Namur
- 1995 : Trois Poèmes de Pessoa, au Botanique
- 1996 : Géométrie de l'abîme, à l'Atelier Sainte-Anne
- 1997 : Le Jardin des graves et aigus, au Botanique
- 1997 : Studies of the human body,  Charleroi Danses
- 1997 : Systole,  Manège.Mons
- 1997 : La Jeune Fille et la mort, au Botanique
- 1998 : In-qui-es-tu-de, pour la compagnie Nomades, Vevey
- 1999 : Incandescência, La Machine à Eau, Mons
- 1999 : Des Faunes, au Botanique
- 2001 : Le Sacre - O Sacrifício,  Bienal Internacional de dança do Ceará
- 2001 : Sketches for (My sacred Heart, the drunk), Centre Wallonie-Bruxelles à Paris
- 2001 : O Arquivo e a missão, pour le Balé Teatro Castro Alves, Salvador, Brésil
- 2002 : Paixão,  Festival Format2002/Brugge 2002 (capitale culturelle européenne), Bruges
- 2003 : Off Key
- 2004 : Antigone,  Théâtre des Tanneurs, Bruxelles
- 2004 : The Waves,  Centre des Arts, Scène conventionnée Écritures numériques d'Enghien-les-Bains
- 2006 : The Library EMDP,  Festival Pays de Danses, Liège
- 2008 : Identificazione di una donna, Festival Balsa-Marni, Bruxelles
- 2008 : A Hora da estrela, Festival Pays de Danses, Liège
- 2009 : L'Assaut des cieux, Biennale internationale de  Charleroi/Danses, Mons
- 2011 : Essa Tempestade (présenté en Europe sous le nom de No Coração da tempestade), pour le Balé Teatro Castro Alves, Salvador, Brésil
- 2013 : ParaBach, pour la Paracuru Cia de dança, Teatro Dragão do Mar, Fortaleza, Brésil
- 2013 : Só20, Biennale internationale de Charleroi/Danses, Charleroi
- 2014 : Faust, pour la Compagnie LEG/Léonore Guy,  Théâtre des Les Riches-Claires, Bruxelles
- 2016 : Giovanni's Club, Théâtre Varia, Bruxelles

## Collaborations chorégraphiques
- 1990 : Equus, pour la compagnie Archipel Sud (Namur, Belgique)
- 1994 : Iracema, pour la compagnie Pano de Boca (Fortaleza, Brésil)
- 1998 : O Arquivo e a missão, pour le Balé Teatro Castro Alves (Salvador, Brésil)
- 2011 : Essa Tempestade, pour le Balé Teatro Castro Alves (Salvador, Brésil)
- 2013 : ParaBach, pour la Paracuru cia de Dança (Paracuru, Brésil)
- 2014 : Faust, pour la Compagnie LEG/Léonore Guy (Bruxelles, Belgique)

## Collaborations théâtrales
- 1994 : Scandaleuse, mise en scène Philippe Sireuil, auteur Jean-Marie Piemme, création au Théâtre Varia (Bruxelles)
- 1995 : Je rêve mais peut-être pas, mise en scène Serge Rangoni, auteur Luigi Pirandello, création au Théâtre Le Public (Bruxelles)
- 1997 : L'Éveil du printemps, mise en scène Yves Beaunesne, auteur Frank Wedekind, création au Quartz (Brest, France)
- 1997 : Il ne faut jurer de rien, mise en scène Yves Beaunesne, auteur Alfred Musset, création au Théâtre de la Ville (Paris), reprise en 2015 au Théâtre Le Public (Bruxelles)
- 1999 : Œdipe sur la route, mise en scène Frédéric Dussenne, d'après le livre d'Henry Bauchau, création à Namur (Belgique)
- 2005 : Salomé, mise en scène Richard Kalish, d'après Oscar Wilde, création à Villers-la-Ville (Belgique)
- 2015 : Woyzeck, mise en scène Michel Dezoteux, auteur Georg Büchner, création au Théâtre Varia (Bruxelles)

## Collaborations cinématographiques
- 2005 : Papillons de nuit, court-métrage de Charlotte Joulia (Belgique), chorégraphie et interprétation Claudio Bernardo et Fatou Traoré
- 2006 : L'Autre, court-métrage de Cristina Dias, chorégraphie et interprétation Claudio Bernardo, coproduction As Palavras-KINOdoc
- 2014 : Mãos, vidéo-danse de Cristina Dias, images d'archives Claudio Bernardo

## Autres créations scénographiques

### Installations vidéos
- 1994 : Des Faunes, images de Claudio Bernardo (Belgique)
- 1999 : Le Sacre - O Sacrifício, interviews réalisées par Claudio Bernardo et Roberto de Paula Marquez (Belgique/Brésil)
- 2002 : Paixão, montage et animation vidéo de Pablo Martinez (Belgique)
- 2003 : Off Key, montage vidéo de Marcello Monteiro-Les Délires Productions (Belgique)

### Performances
- 1991 : La Cène, festival Bellone-Brigittines (Bruxelles)
- 1994 : Les Villes invisibles, L'Atelier Sainte Anne (Bruxelles)
- 1997 : Le Jardin des graves et des aigus, festival La Fiesta, Le Botanique (Bruxelles)
- 2011 : Le Modèle, au Musée des Beaux-Arts de Mons (BAM), concept Claudio Bernardo, interprétation Daniela Lucà, Claudio Bernardo (danse), Antoine Maisonhaute (violon)

### Expositions
- 2008 : Mythologies, Galerie ARS 117 (Artists Run Space - Bruxelles) et Machine à Eau/Festival Le Mouvement.Mons (Mons) concept  Jean-Luc Tanghe en collaboration avec Claudio Bernardo
- 2015 : Écrire le geste, Centre Wallonie-Bruxelles (Paris) et Théâtre Varia (Bruxelles) photographies Jean-Luc Tanghe

## Publications
- 2015 : Écrire le geste, publication hors-série dédiée au travail de Claudio Bernardo, Bruxelles, Belgique :  Alternatives théâtrales, septembre 2015, 112 pages.

## Prix et distinctions
- 1987 : Prix Philip Morris au Concours de Lausanne-Chorégraphes Nouveaux (Lausanne, Suisse) pour Caïn
- 1991 : Prix SACD (Belgique) pour Usdum
- 1992 : Cairo Experimental Festival Prize (Le Caire, Egypte) pour Raptus
- 2012 : Prix de la critique belge pour L'Assaut des cieux
- 2012 : Prix du meilleur spectacle, Bienal Internacional de Dança do Ceará (Fortaleza, Brésil) pour Usdum
- 2014 : Médaille d'or pour l'œuvre et la carrière réalisée en tant qu'artiste brésilien de la Francophonie/Ambassadeur de la Belgique, par la Divine Académie Française des Arts, Lettres et Culture (France)